# Siraha
Siraha (सिराहा नगरपालिका) é uma cidade localizada na Região Leste do Nepal no distrito de Siraha, em Sagarmatha. Siraha tinha uma população de 28 442 de acordo com as estatísticas de 2011.